# بوب باربر (لاعب كرة قدم أمريكية)
بوب باربر (بالإنجليزية: Bob Barber)‏ هو لاعب كرة قدم أمريكية أمريكي، ولد في 26 ديسمبر 1951 في فيريدي في الولايات المتحدة.

## وصلات خارجية
- بوب باربر على موقع مرجع كرة القدم المحترفة.كوم (الإنجليزية)